# Eurêkoi
 (juin 2018).
Eurêkoi, anciennement BiblioSésame, est un service de questions-réponses à distance. Celui-ci fonctionne sous la forme d' un réseau constitués de 600 bibliothécaires représentants une cinquante de bibliothèques en France et en Belgique.
Ces bibliothécaires-répondants Eurêkoi répondent gratuitement aux questions posées par les internautes en moins de 72h. Depuis 2017, Eurêkoi propose également un service de recommandations d’œuvres de fiction (Romans, bande-dessinées, films, séries, livres pour enfant).
Il s'agit d'un service de référence virtuel asynchrone : les bibliothécaires répondent ainsi par courriel en maximum trois jours ouvrés aux questions posées par les internautes, via un formulaire proposé sur les sites web des bibliothèques participantes ou sur le site eurekoi.org
Eurêkoi est un service public piloté par la  Bibliothèque publique d’information du Centre Pompidou à Paris sous la tutelle du Ministère de la Culture en partenariat avec le Service de la lecture publique de la Fédération Wallonie-Bruxelles.

## Histoire
Un service de réponse à distance propre à la Bibliothèque publique d’information existe depuis son ouverture en 1977.
En 2003, la Bibliothèque publique d’information, sur la base de son propre service de réponse à distance, alors appelé RADis, réfléchit à constituer un réseau de réponse à distance.
En 2006, sous le nom de « BiblioSés@me », le service commence à fonctionner avec 7 bibliothèques qui ouvriront la création du réseau : Bpi, Marseille, Troyes, Montpellier, Lille, Valenciennes, Limoges.
En 2009, le réseau se dote d’un logo et d’un site Internet : l’usage de l‘arobase, source de confusion pour les moteurs de recherche, est abandonné pour adopter le nom BiblioSésame.
La base de connaissance contenant les réponses apportées aux questions est aussi mise en ligne permettant ainsi un meilleur référencement. Le réseau compte alors 16 bibliothèques municipales.
Le 27 février 2015, BiblioSésame change de nom et devient Eurêkoi, à la faveur d’un partenariat avec la Fédération Wallonie-Bruxelles,
En mars 2017 est lancé le service de conseils avec recommandations d’œuvres de fiction, basé sur l’expérimentation « JeNeSaisPasQuoiLire » initiée en 2013 par les médiathèques de Lorient.

## Fonctionnement du service
Le service est identifié par son nom Eurêkoi qui en constitue la marque, mise en valeur par des slogans, son site internet et son logo qui est repris par les bibliothèques participantes sur leurs propres sites internet. Une application mobile gratuite pour smartphones et tablettes est également disponible.
La charte d’Eurêkoi précise les conditions dans lesquelles le service est rendu.
Eurêkoi pour les pros, un site destiné aux professionnels de l’information donne aussi des informations sur le fonctionnement d’Eurêkoi sous forme de FAQ.

### Questions-réponses en ligne
Le principe est que toute question est légitime. Seules les consultations spécialisées d’ordre commerciales, juridiques ou médicales ne sont pas traitées. Il est possible de poser gratuitement ses questions sur le site d'Eurêkoi ou à partir des sites Internet des bibliothèques participantes en remplissant le formulaire dédié.
Jusqu’en 2017, les questions pouvaient être posées sur la page Facebook d’Eurêkoi. Cette fonctionnalité n’est plus disponible, le groupe Facebook dédié étant fermé.
Les bibliothécaires s’engagent à fournir une réponse personnalisée à chaque question dans un délai de trois jours.
Les questions les plus pertinentes déjà traitées sont archivées dans une base de connaissance. Celles-ci sont consultables sur le site Eurêkoi via un moteur de recherche. Plus de 5000 questions/réponses sélectionnées par les bibliothécaires sont ainsi disponibles.
Une sélection des réponses apportées dans Eurêkoi est aussi publiée dans Balises, magazine et webmagazine de la Bibliothèque publique d’information. Par exemple, en février 2020, un utilisateur d' Eurêkoi souhaitait savoir depuis quand les scientifiques ont mis en avant la notion d'intelligence des plantes alors que celles-ci ne possèdent ni cerveau ni système nerveux. Les bibliothécaires de la bibliothèque publique d'information lui répondent.

### Recommandations d’œuvres de fiction
Un second formulaire sur le site Eurêkoi permet de demander des conseils de lecture et d’obtenir des suggestions de livres, films ou séries, dans le cadre d’un partenariat avec le réseau social culturel SensCritique.
Via ce formulaire, l'internaute fait part de ses goûts, de ses envies. Ces indications permettent aux répondants Eurêkoi de mieux cerner la demande et d'apporter une réponse sur-mesure et personnalisée.
Comme pour les questions-réponses, les bibliothécaires répondent par courriel dans un délai de 72 heures. Après une recommandation, des échanges sont possibles avec les bibliothécaires dans la limite des conditions définies dans la Charte d’Eurêkoi.
Une sélection de 3 listes de recommandations est mise en avant, chaque mois, sur le site Eurêkoi.
Eurêkoi investit également les réseaux sociaux comme Facebook pour toujours être plus proche des internautes.
Chaque semaine c'est la valorisation d'une question-réponse, d'une liste de recommandation ainsi qu'une Astuc'Eurêkoi afin de faire connaitre une ressource documentaire gratuite et de qualité disponible en ligne, mais aussi apporter des outils pour contrer les fakes news et lutter plus généralement contre la désinformation.